# Krasnikov
Krasnikov [krásnikov] (rusko Кра́сников, ukrajinsko Красніков) je priimek več osebnosti.

## Znani nosilci priimka
- Aleksander Krasnikov
  - Aleksander Aleksejevič Krasnikov (* 1950) — ruski general inženirskih vojsk, heroj Ruske federacije.
  - Aleksander Nikolajevič Krasnikov (1949 — 2009) — ruski religiolog, filozof.
- Andrej Andrejevič Krasnikov (1949 — 2016) — ruski podvodni plavalec, športni pedagog.
- Boris Anatoljevič Krasnikov (1934 — 2008) — ruski diplomat.
- Dimitrij Fjodorovič Krasnikov (* 1947) — ruski politični delavec.
- Genadij Krasnikov
  - Genadij Nikolajevič Krasnikov (* 1951) — ruski pesnik, prevajalec, esejist.
  - Genadij Jakovljevič Krasnikov (* 1958) — ruski informatik, akademik RAN (2008).
- Konstantin Kirilovič Krasnikov (1968—1993) — ruski časnik, heroj Ruske federacije (1993, posmrtno).
- Nikolaj Krasnikov
  - Nikolaj Valerjevič Krasnikov (* 1951) — ruski fizik.
  - Nikolaj Grigorjevič Krasnikov (* 1955) — ruski državni uradnik
  - Nikolaj Olegovič Krasnikov (* 1985) — ruski spidvejist na ledu.
  - Nikolaj Petrovič Krasnikov (* 1921) — ruski filozof, zgodovinar, religiolog.
- Sergej Vladilenovič Krasnikov (* 1965) — ruski fizik, kozmolog.

## Krasnikova
- Jana Krasnikova (* 1999) — ukrajinski model.
- Natela Arhipovna Krasnikova (* 1953) — ruska igralka hokeja na travi, trenerka.
- Viktorija Volodimirivna Krasnikova — ukrajinska krvodajalka.